# Vanessa Neumann
Vanessa Neumann  (* 4. Januar 1990 in Kirchheimbolanden) ist eine deutsche Rennfahrerin unter dem Pseudonym Happinessa.

## Leben und Karriere
Neumann wuchs im pfälzischen Schneckenhausen auf. Im Jahr 2018 zog sie nach Mannheim, bevor sie 2021 nach Madeira auswanderte. Zuvor hatte sie als Verwaltungsangestellte im Kreis Kaiserslautern über zehn Jahren im öffentlichen Dienst im Finanzbereich gearbeitet.
Neumann nahm 2018 an der RTL-Sendung Ninja Warrior Germany sowie 2019 bei Big Bounce – Die Trampolin Show teil. In der April-Ausgabe 2025 des deutschen Playboy war sie das Playmate des Monats.
Seit 2025 startet Neumann in der NASCAR Euro Series für das deutsche Rennteam Bremotion unter ihrem Pseudonym Happinessa. Sie fährt dort einen Chevrolet Camaro mit 408 PS. Bei ihrem Debüt auf dem Circuit Ricardo Tormo fuhr sie die schnellste Runde und belegte den zweiten Platz in der Lady Trophy, auf dem Autodromo Vallelunga musste sie nach einer Kollision ausscheiden. Sie errang auf der Rennstrecke Brands Hatch ihren ersten Sieg.
Neumann lebt auf Madeira und zeitweise in Roßdorf.